# 环形码头站
环形码头站（英語：Circular Quay railway station）是悉尼环城线的一个车站，位于悉尼环形码头附近，经过线路有城西與利坪頓線（T2）、班克斯敦线（T3）和 機場與南區線（T8） 。

## 历史

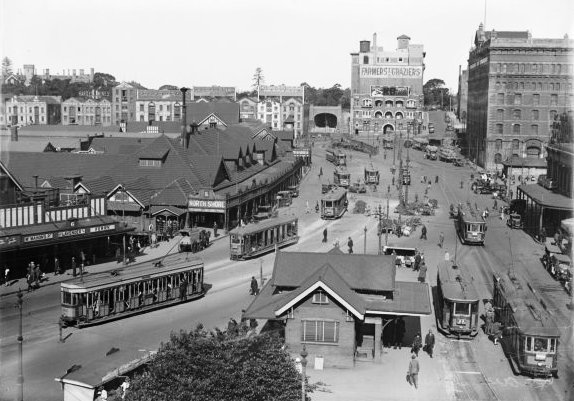
从阿尔弗雷德街东望，可见环形码头站修建前的环形码头（左侧）

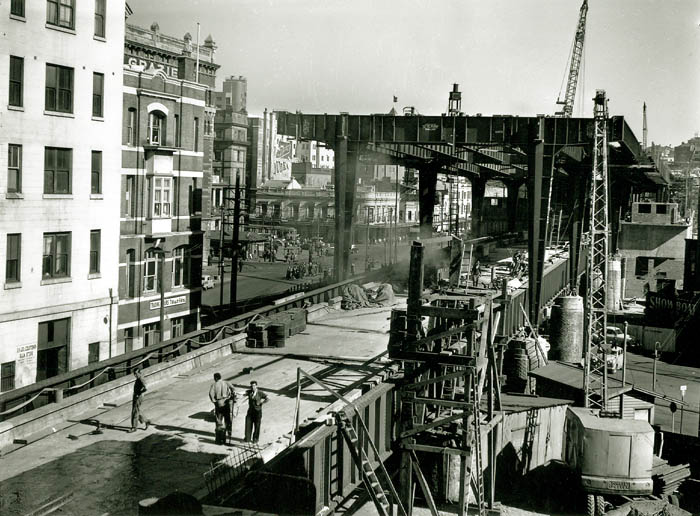
1955年，环形码头站与卡希尔高速公路的工地，车站于1954年完成架梁

悉尼曾长期需要通过航运联外，环形码头一带作为悉尼长期以来的的中央港口，历史意义重大。至20世纪初，通勤航运逐渐取代联外商业航运，成为环形码头的主要业务，环形码头也因渡轮和有轨电车终到此地而成为交通枢纽。
在环形码头建设铁路车站的规划早在1909年即已开始，此规划于1915年被批复。周边车站至环形码头的隧道也陆续开始建设，其中从悉尼中央车站到圣詹姆斯站的隧道于1917年至1926年建设，前往温亚站的隧道则建于1932年。穿越环形码头的铁路于1936年开工，但因第二次世界大战中断至1945年，但工程于1951年再次中断，1953年第二次复工，1954年完成架梁。环形码头一带线路的支承梁由丘洛拉铁道工场于20世纪30年代制造，曾于20世纪40年代用于霍克斯伯里河铁路桥的建设。
环形码头站站房的设计工作于1927年开始，1937年恢复。该站于1956年1月20日完工，并由时任新南威尔士州长约瑟夫·卡希尔宣布开站，同月22日投入运营。环形码头车站的完工标志着约翰·布拉德菲尔德提出的环城铁路全部完工，环形码头站也成为环城线最新的车站。
由于地处环形码头这一重要地标，该站的建设充斥着争议。1958年，车站上方的卡希尔高速公路开通后，关于车站结构的争议激化。曾有多人提出将车站入地并拆除卡希尔高速公路的建议，但这些提议都不了了之。
2006年，新南威尔士州铁路公司对已使用50年的环形码头站站房进行了维修和清洁。2007年，环形码头站的站台增加了遮阳棚，轨道之间的广告牌被移除，站厅层设备也有所更新。

## 设计

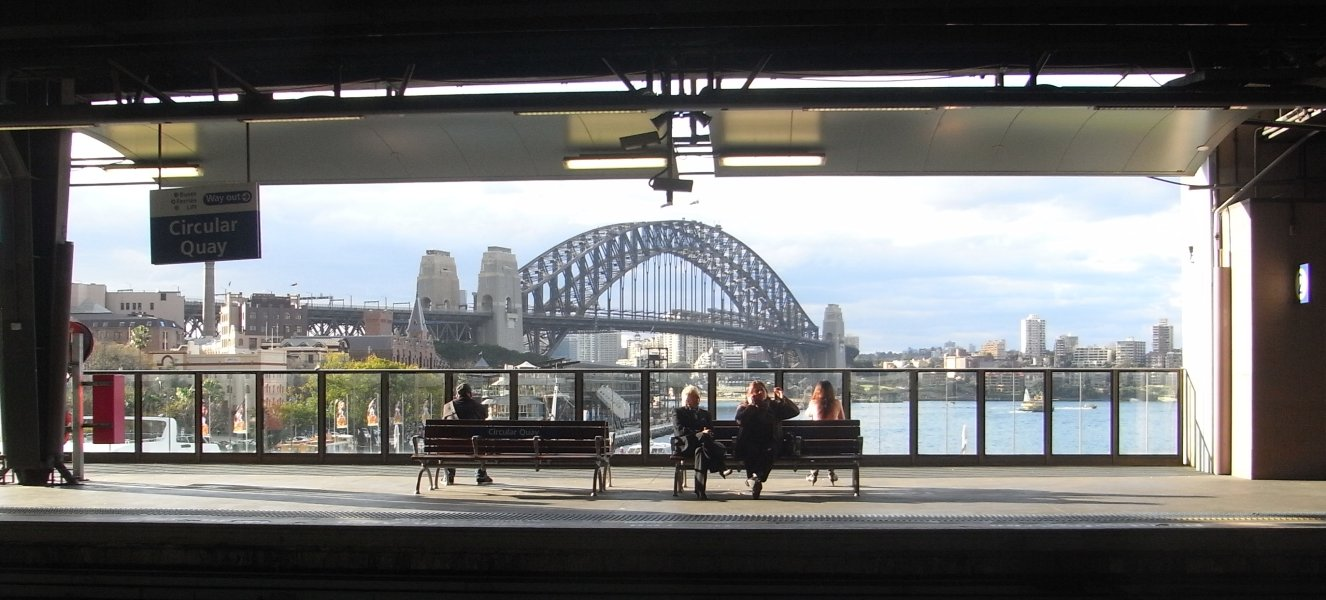
从1站台（南站台）北望

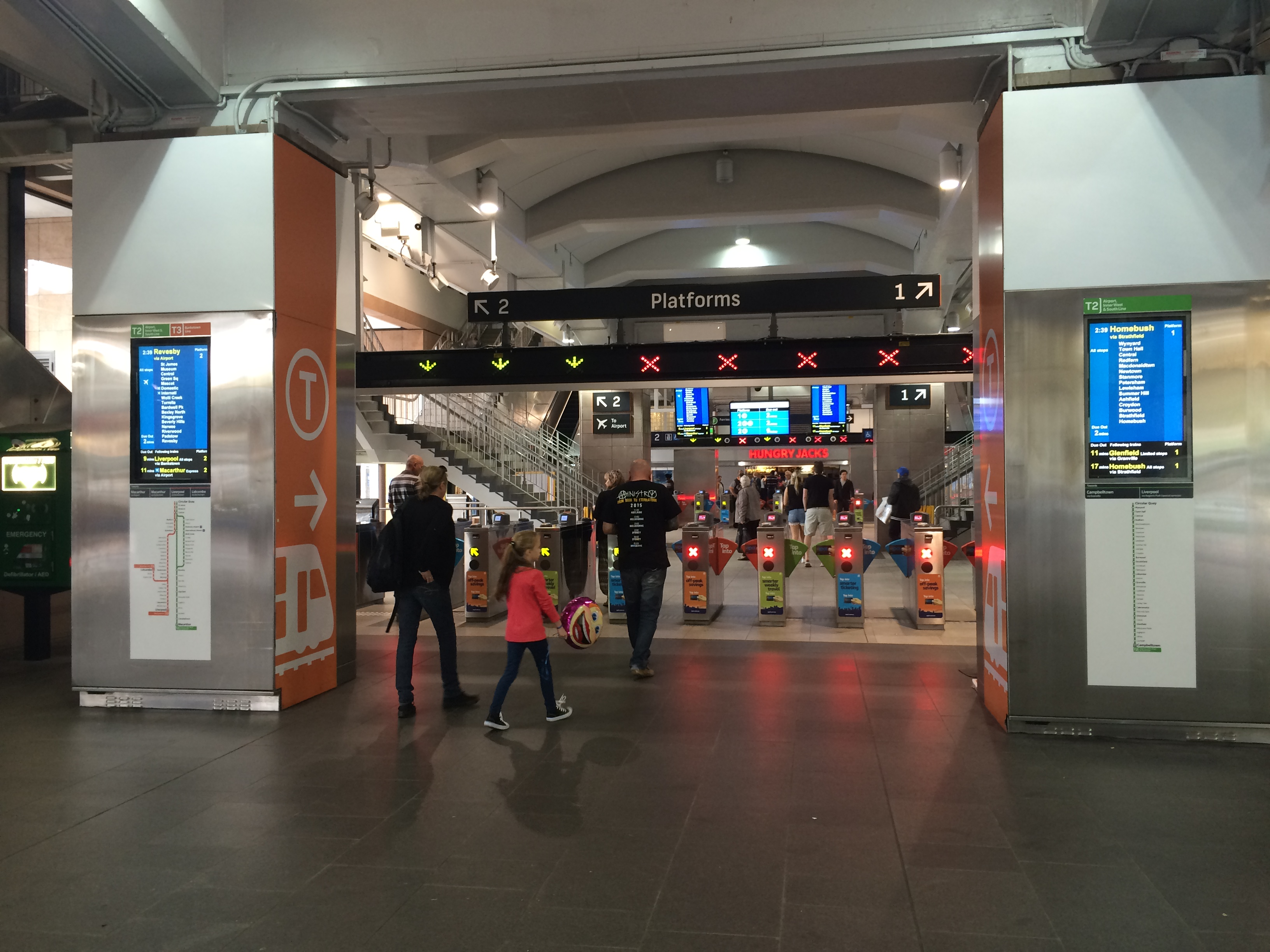
检票闸机（2015年4月）

环形码头站的站厅位于地面层，二层为路轨及两个侧式站台。两个站台侧面均有一部分对外敞开，乘客可在站台看到北面的环形码头、雪梨港灣大橋、悉尼歌剧院或是南面的悉尼海关大楼及阿尔弗雷德街广场。高架路轨从该站引出，并通往相邻车站引出的隧道。
车站南北各有一外立面，南面朝向海关大楼，北面朝向环形码头。站房北面由花崗岩铺设，南面则由花岗岩和砂岩覆盖，站房两面均有钢质站名标记。站房上层与站台中部对齐，设有带钢质窗框的窗户，站台其余部分的外部则是下层站房延伸部分支撑的、带玻璃护栏的廊道。北站房的顶部与站房上方卡希尔公路的观景台、休息区相连，可通过卡希尔公路的人行道前往。
环形码头站的站台通过楼梯、扶梯与直梯与站厅相连。站厅中部的两侧分别是站台下方的零售店和公共卫生间。站厅内的楼梯格栅刻有水生动物图案，站厅内多处贴有玻璃砖。

## 站台及服务

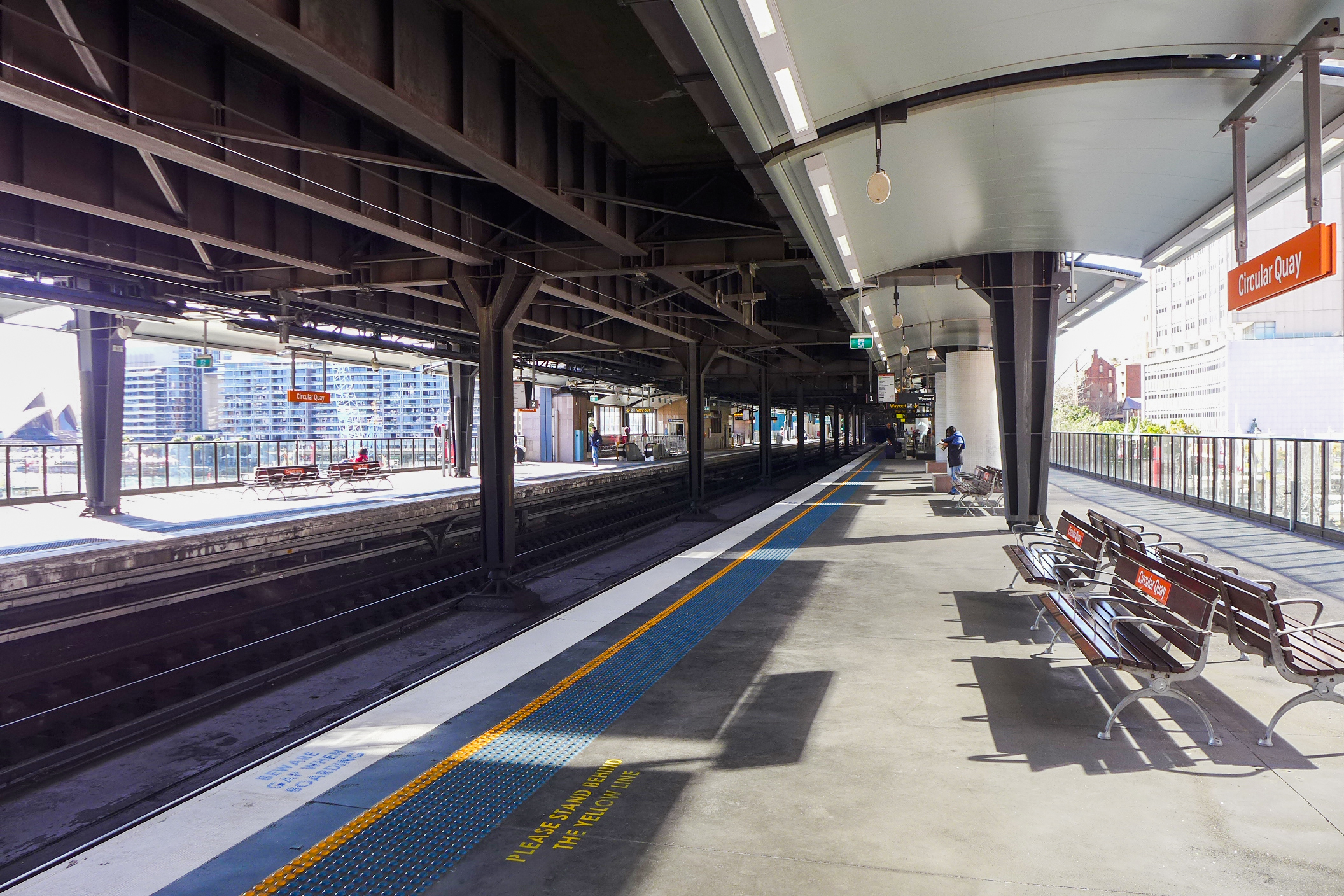
2號月台東行景觀

| 地上 二層 | 側式月台 | 側式月台                                                                     |
| 地上 二層 | 2站台    | T3列车往班克斯、利物浦、T8列車往京士高/莱忽比/金宝镇/麦克阿瑟（圣詹姆斯站）→ |
| 地上 二層 | 1站台    | ←T2列車往康寶樹/莱平顿/金宝镇（温亚站）                                      |
| 地上 二層 | 側式月台 |                                                                              |
| 地面      | 主站廳   | 售票機、客服中心、樓梯往站台                                                 |

- 售票处
- 通往2站台（机场方向）的楼梯
- 2站台（2015年4月）
- 从环形码头站拍摄的悉尼海港大桥夜景

## 接驳交通
环形码头站南侧为阿尔弗雷德街公交总站，悉尼公交多数线路由该总站始发，此外还有两条悉尼观光巴士线路。
车站北部为环形码头，主要由悉尼渡轮、库克船长航运和曼利快速渡轮提供服务。